# Саломат
Саломат — деревня в Приморском районе Архангельской области. Входит в состав Лисестровского сельского поселения (муниципальное образование «Лисестровское»).

## Географическое положение
Деревня расположена южнее микрорайона Динамо Исакогорского округа городского округа «Город Архангельск». С южной стороны деревни пролегают железнодорожные пути, соединяющие городской округ «Город Новодвинск» и станцию Исакогорка. Ближайшие населённые пункты Лисестровского сельского поселения, деревни Исакогорка и Заручей, расположены в километре к западу.

## Население
Численность населения деревни, по данным Всероссийской переписи населения 2010 года, составляла 3 человека.
| Население                            | на 1 января 2010 года |
| ------------------------------------ | --------------------- |
| В возрасте до 16 лет                 | 0                     |
| Трудовые ресурсы (из них работающих) | 3 (3)                 |
| Пенсионеры                           | 1                     |
| Всего                                | 4                     |
| Прибыло / выбыло (за год)            | 0 / 0                 |
| Родилось / умерло (за год)           | 0 / 0                 |

## Инфраструктура
Жилищный фонд деревни составляет 0,5 тыс. м². Объекты социальной сферы и стационарного торгового обслуживания населения на территории населённого пункта отсутствуют.